# Lomonosovski Prospekt
Lomonosovski Prospekt (Russisch: Ломоносовский проспект ) is een station aan de Kalininsko-Solntsevskaja-lijn van de Moskouse metro. Het station ligt aan de noordwest kant van het Universiteitsterrein en is genoemd naar de straat die langs de universiteit loopt. De straat is op haar beurt genoemd naar de wetenschapper Michail Lomonosov, een van de oprichters van de universiteit.

## Geschiedenis
Het station bij het kruispunt Lomonosovski Prospekt/Mitsjoerinski Prospekt werd in het begin van de jaren negentig van de twintigste eeuw opgenomen in verschillende ontwerpen. Het Metrogiprotrans instituut werkte destijds drie varianten uit voor een lijn naar het zuidwesten:
- Verlenging van de Arbatsko-Pokrovskaja-lijn van Park Pobedy naar Solntsevo via de Minskaja Oelitsa, de Universiteit en de  Mitsjoerinski Prospekt. Ten behoeve van de buurt ten noorden van de universiteit was bij het kruispunt  Oeniversitetski Prospekt / Mosfilmovskaja Oelistsa een ondiep gelegen station gepland.
- Het zuidelijke deel van de noordwest randlijn als express metro onder de Mitsjoerinski Prospekt waarbij het perron bij Park Pobedy haaks op de huidige perrons zou komen. In deze variant werd nog een diep gelegen station Mosfilmovskaja opgenomen bij het kruispunt Oeniversitetski Prospekt / Mosfilmovskaja Oelistsa om de buurt ten noorden van de universiteit te bedienen.
- Verlenging van de Arbatsko-Pokrovskaja-lijn van Park Pobedy naar Solntsevo via Matvejevskoje door het noordelijke deel van Ramenki.

De plannen rond de westelijke verlenging van de Arbatsko-Pokrovskaja-lijn werden rond 2000 gewijzigd en de Solntsevskaja-radius werd als westelijk deel van de Kalininsko-Solntsevskaja-lijn in de plannen opgenomen. In het midden van de jaren 2000 lag er een variant waarbij de kortste route tussen Minskaja en  Oelitsa Vinnitskaja werd gevolgd zonder tussenstations.
Uiteindelijk is de tunnel tussen Minskaja en Lomonosovski Prospekt gebouwd onder de Olof Palme Oelitsa, de Oeniversitetski Prospekt en het Indira Gandhiplein gebouwd. Hiermee werd het ondertunnelen van diverse ambassades vermeden en werd het station in noordwestelijke richting naar de noordkant van de Lomonosovski Prospekt verschoven. Het station zou hierbij direct aansluiten op de bocht onder het Indira Gandhiplein en de noordelijke uitgang zou komen bij de botanische tuin van de universiteit. Buurtbewoners maakten echter bezwaar tegen dit ontwerp omdat een deel van het park zou moeten wijken voor het noordelijke toegangsgebouw. Bovendien zou dit weinig reizigers krijgen omdat alleen de Chineese ambassade en de botanische tuin bij die uitgang liggen. Hierop werd besloten om het station 200 meter naar het zuidwesten te verplaatsen zodat de bereikbaarheid voor de bewoners tot de Stoletovastraat en de Sjoevalovastraat werd verbeterd. De noordelijke verdeelhal heeft nu alleen een uitgang aan de zuidwestkant van de Mitsjoerinski Prospekt naast het universiteitsterrein. 

## Aanleg
Op 8 februari 2013 begon de Herrenknecht tunnelboormachine Natalia met het boren van de oostelijke tunnelbuis naar Park Pobedy, op 4 april 2013 begon de Herrenknecht tunnelboormachine Loedmilla aan de westelijke tunnelbuis naar het noorden.  De afstand naar Park Pobedy bedraagt 4,9 km die de tunnelboormachines met een gemiddelde van 250 meter per maand aflegden. In het voorjaar van 2014 bereikten ze Minskaja waar ze, na een pauze, in de zomer verder gingen in de richting van Park Pobedy. Vanuit het zuiden begon op 31 mei 2013 tunnelboormachine Svetlana met de 1189 meter lange oostelijke tunnelbuis naar Lomonosovski Prospekt. Svetlana bereikte de bouwput op 15 december 2013, waarna ze werd gekeerd en op 17 december 2013 begon aan de westelijke tunnelbuis, terug naar Ramenki waar ze op 2 juli 2014 aankwam.  

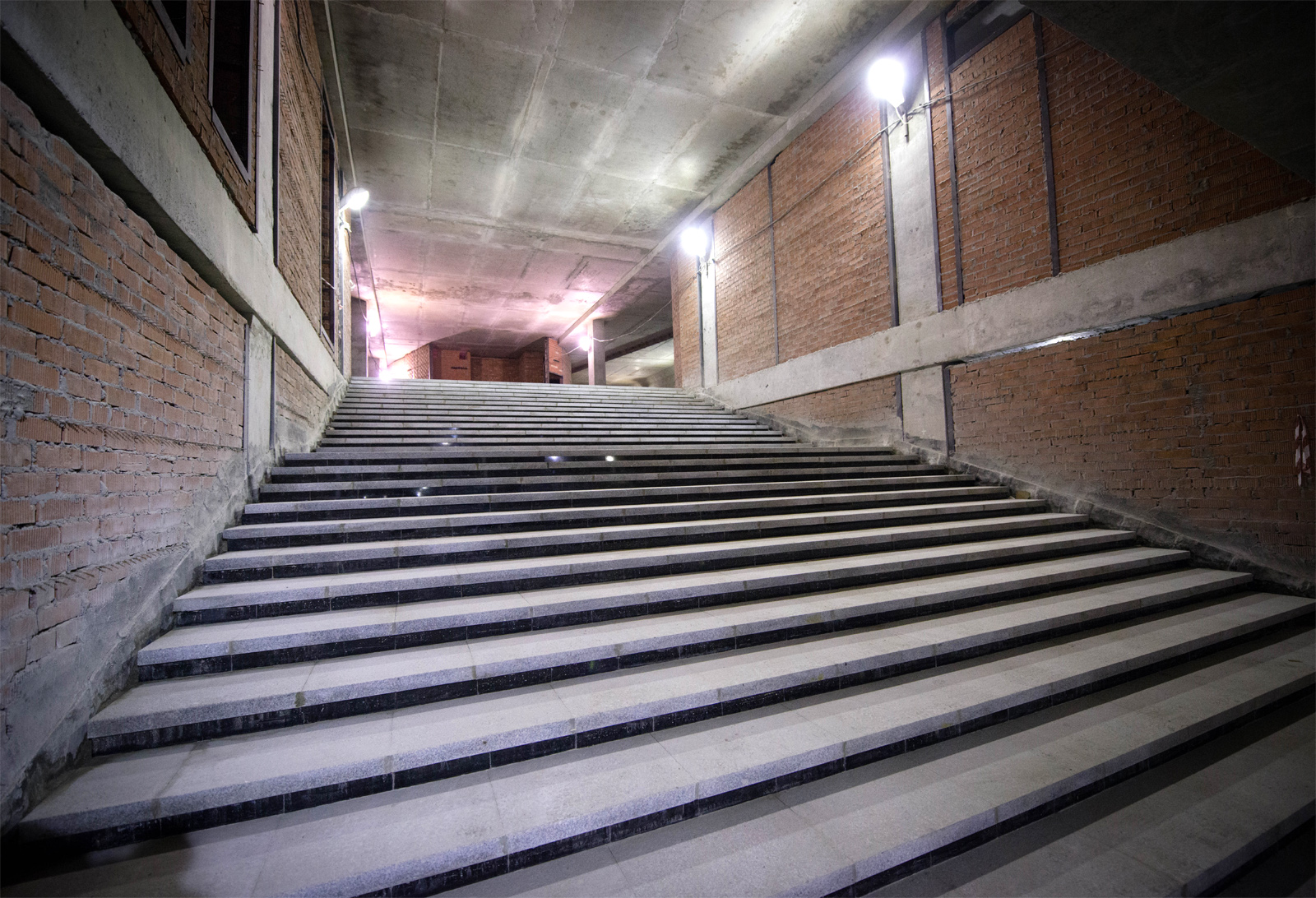
De ruwbouw van een trap in het station
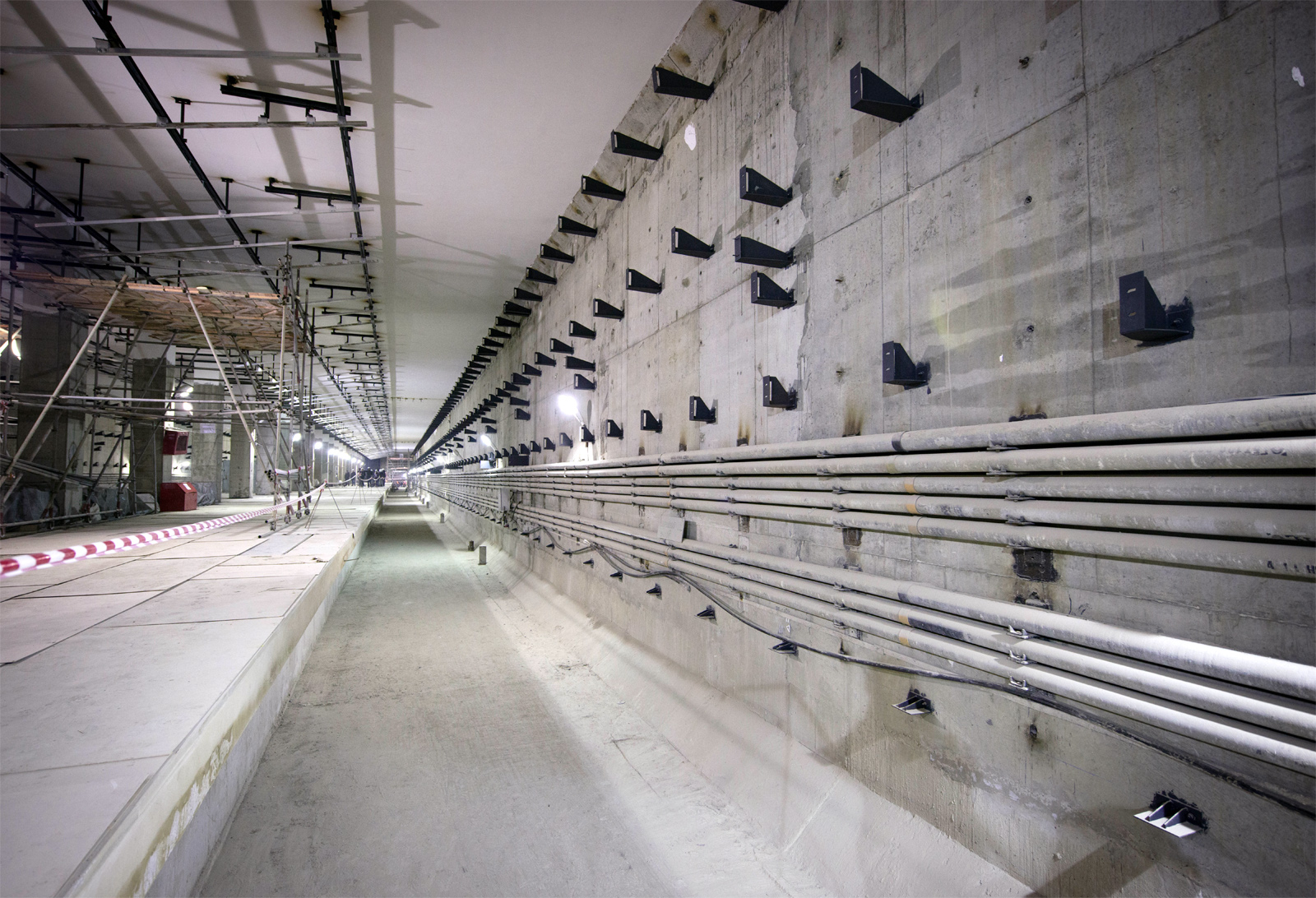
Ruwbouw van de spoorbak en het perron
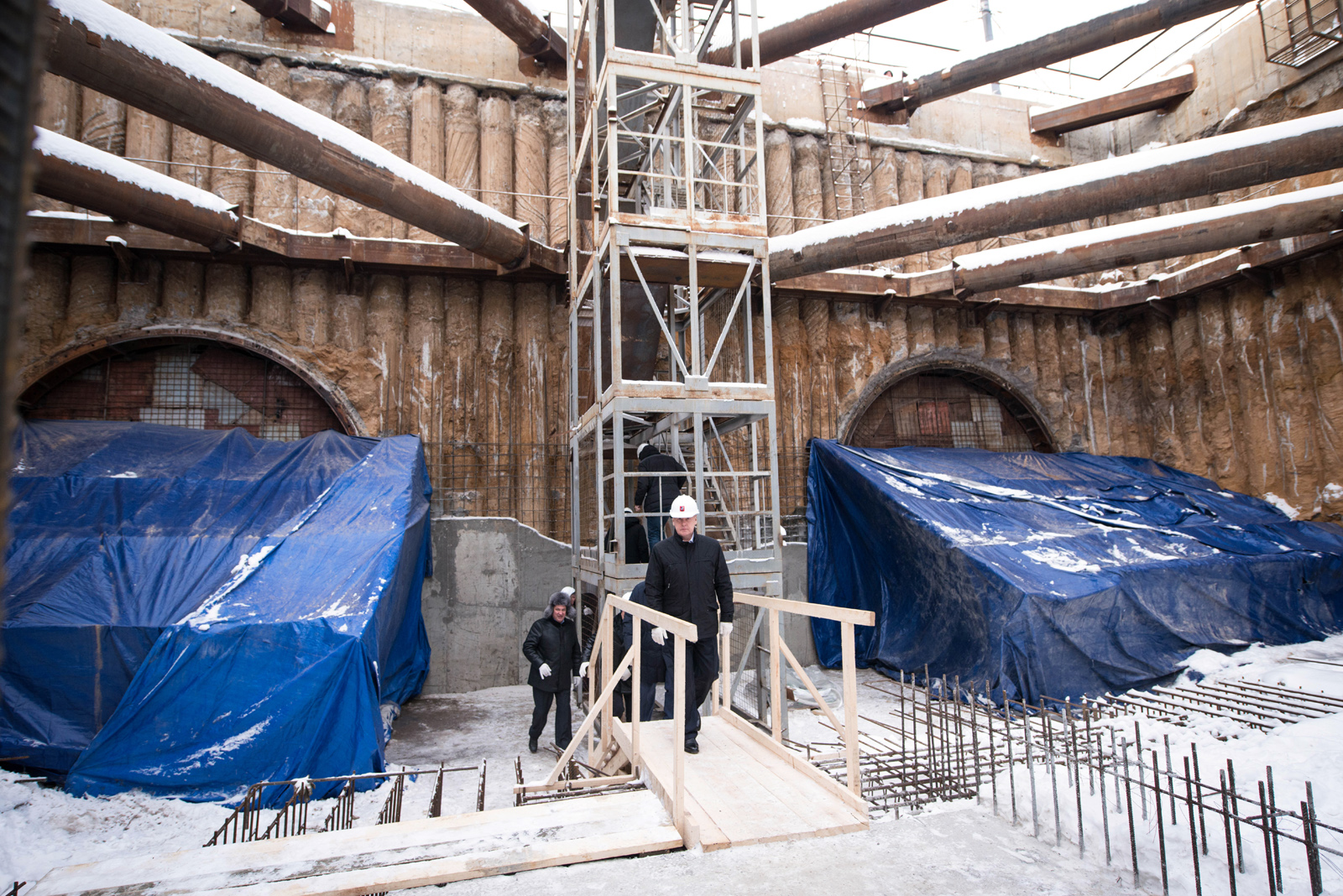
De damwand van het station met de nog afgedichte tunnelbuizen.

- December 2011: begin van het geologisch onderzoek bij het station
- April 2012: Bouw van het station gaat van start
- Maart 2014: Betonconstructie van het station gereed
- November 2014: Afwerking van het station gaat van start
- 14 september 2016: Station is gereed voor gebruik.
- 30 december 2016: Oplevering van het traject Ramenki – Park Pobedy aan burgemeester Sobjanin.
- Begin 2017: Proefritten op het nieuwe traject, De opening was in februari gepland maar de proefritten duurden uiteindelijk 2,5 maand.
- 16 maart 2017: Opening als 205e station van de Moskouse metro

## Architectuur en toegangen
Station Lomonosovski Prospekt is gebouwd naar een standaardontwerp in “High-tech stijl” van een groep architecten bestaande uit Michail Volvitsj, Sergei Kostikov, Tamara Nazjiyev, Natalia Soldatov, Vasili Oevarov en Igor en Galina Zemljanitski Javadov onder leiding van Leonid Borzenkov. Het ontwerp is op voorstel van Metrogiprotrans, toegepast bij Minskaja, Lomonosovski Prospekt, Ramenki en Ozjornaja. Het betreft een ondiep gelegen zuilenstation met een perron van 12 meter breed. De afwerking bestaat uit sandwichpanelen die zowel tegen het plafond als op de tunnelwanden en de zuilen zijn aangebracht. De kleuren van dit station zijn grijs, zwart en blauw, de decoratie van het station verwijst naar het werk van Lomonosov en de universiteit. De wanden van de verdeelhallen en de kolommen op het perron zijn bekleed met blauwe glaspanelen. Als symbool van de exacte wetenschappen zijn de blauwe panelen voorzien van grafieken en cijfers van verschillende grootte. De gekozen getallen komen uit de rij van Fibonacci. 

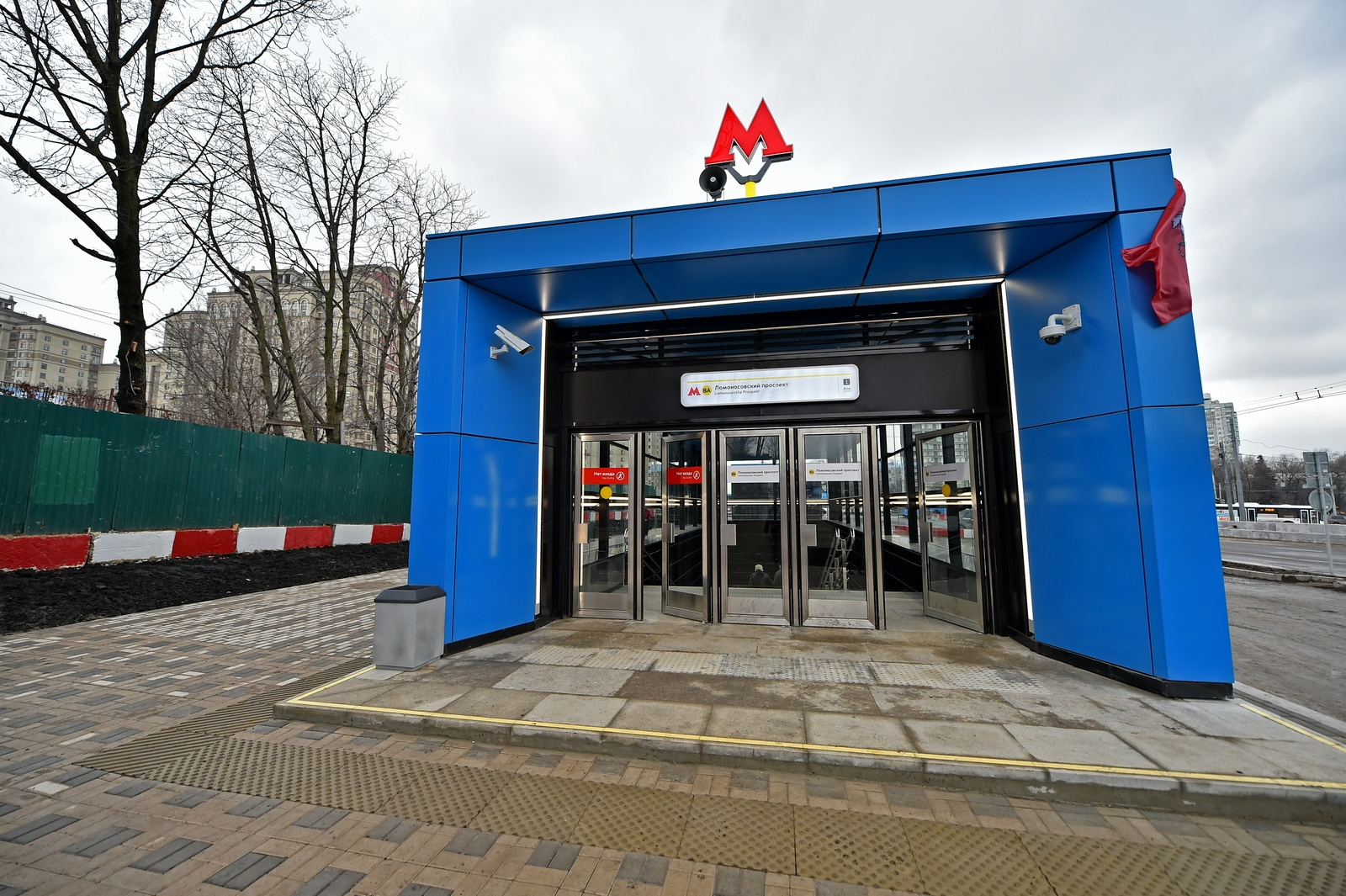
Een van de toegangsgebouwen
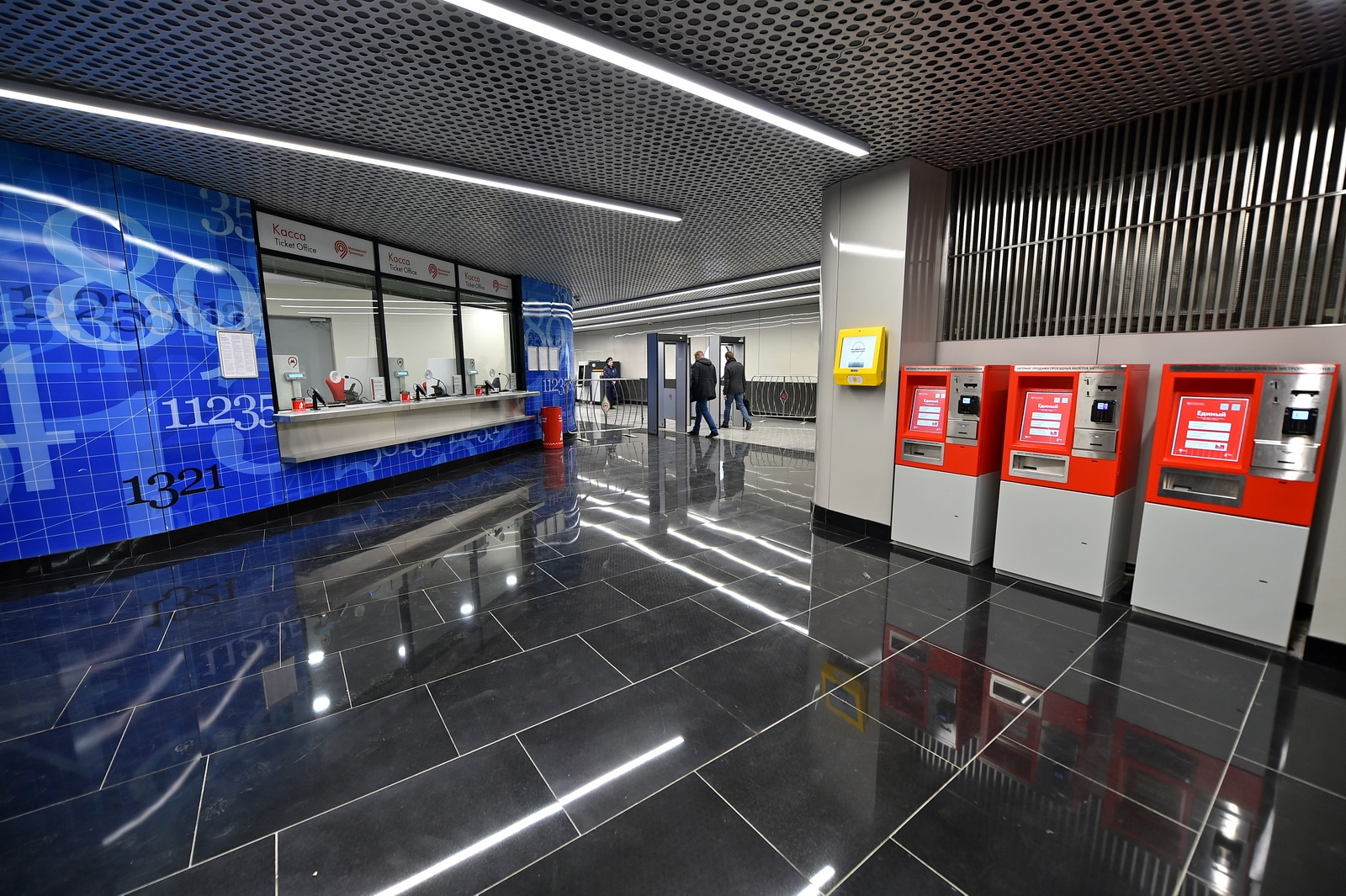
Verdeelhal met kaartverkoop
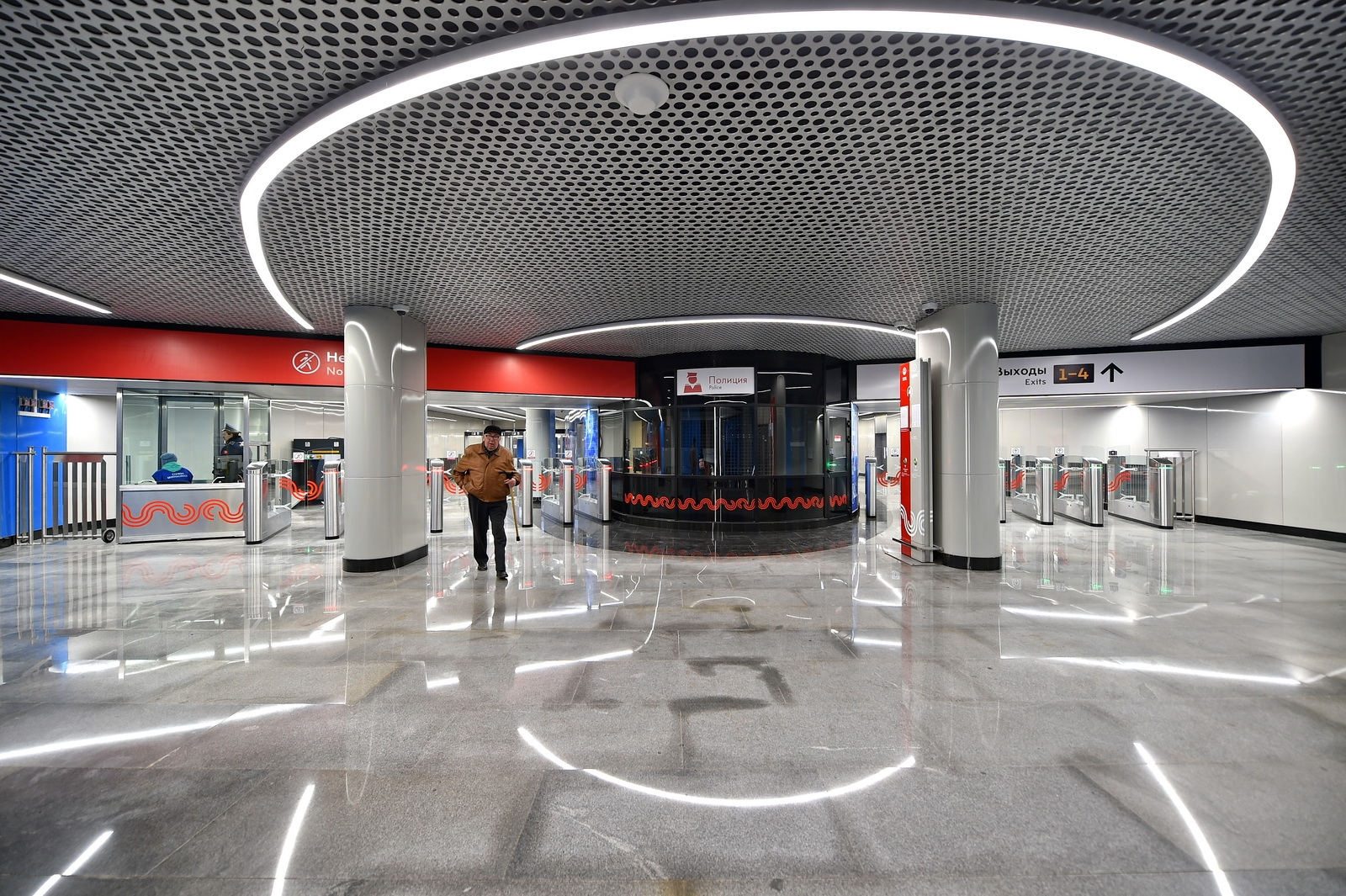
De poortjes

Het station ligt onder de Mitsjoerinski Prospekt aan de noordoost kant van het kruispunt met de  Lomonosovski Prospekt. De zuidwestelijke verdeelhal ligt onder dit kruispunt en kent toegangen met trap en lift op elke hoek van het kruispunt, waardoor het tevens dient als oversteek voor voetgangers. De noordoostelijke verdeelhal heeft een uitgang aan de oostzijde van de straat in de richting van de Akademiek Chocholovstraat met twee trappen en een lift. Deze ligt vlak naast het instituut voor mechanica en bij de bouw zijn dan ook voorzieningen getroffen om te voorkomen dat de trillingen van de metro de experimenten verstoren. De zes trappen komen uit in bovengrondse toegangsgebouwen die eveneens een blauwe kleur hebben. Ten behoeve van invaliden is het station voorzien van liften tussen de perrons en de verdeelhallen en tussen de verdeelhallen en de straat.